# Жирьё, Пьер
Пьер Поль Жозеф Жирьё (фр. Pierre Paul Joseph Girieud; 17 июня 1876[…], Париж — 26 декабря 1948, Париж) — французский художник, представитель модернизма в живописи. В своих работах ориентировался на стиль Поля Гогена (см. Клуазонизм). С 1906 года был близким другом Марианны Верёвкиной и Алексея Явленского, русских художников, живших и работавших в Германии. Наряду с ними оказал влияние на развитие немецкого экспрессионизма. Принимал участие в первом и во втором сезонах выставок Нового объединения художников в Мюнхене (NKVM).

## Жизнь и творчество
Родился в семье инженера, работавшего на фабричной мануфактуре компании Сен-Гобен. В возрасте трёх лет вместе с семьёй переезжает в Марсель, куда отец получает новое назначение. Сформировался как художник под влиянием отца, большого ценителя живописи, а также благодаря особому интересу к окружавшей его в Провансе, на юге Франции, особой атмосфере преемственности древней галло-римской и ранне-средневековой архитектуры и культуры.
После получения среднего образования и военной службы Пьер Жирьё работает некоторое время иллюстратором в одном из сатирических журналов. Затем, весной 1900 года, получив финансовую поддержку у отца, приезжает в Париж для обучения живописи, чем занимался в основном самостоятельно. Среди его новых знакомых следует назвать таких художников, как Фернан Пьет (1869—1942), Жак Вильон и Фабиен Лони (1877—1904). С Жюлем Монге Жирьё открывает совместную художественную мастерскую. Вместе они совершенствуют своё творчество в парижской Академии изящных искусств, посещают Лувр, на выставках работ изучают произведения Сезанна, Ван Гога, Тулуз-Лотрека.
Будучи весьма общительным и доброжелательным по характеру, Жирьё легко заводит новые знакомства в художественной среде, а также среди собирателей произведения искусства. К его новыми друзьям относятся авангардисты: молодой Пабло Пикассо и Жорж Руо. Натюрморты художника близки работам Сезанна, а с 1904—1905 годов он становится последователем стиля рисунка Поля Гогена. В 1905 году художник выставляет свои работы в зале 8 в Осеннем салоне, примкнув к группе фовистов — Матиссу, Дерену и Альберу Марке. В 1906 году работы Пьера Жирьё получают всеобщее признание, его картины приобретают известные коллекционеры и меценаты — Сергей Иванович Щукин из России и американцы, брат и сестра Лео и Гертруда Стайн. В том же 1906 году Жирьё знакомится с парой художников из России — Марианной Верёвкиной и Алексеем Явленским, проведшим почти год в Париже. Верёвкина, сделавшая почти десятилетний перерыв в занятиях живописью, перенимает у Жирьё его «гогеновский» стиль рисунка.
В 1907 году Жирьё приезжает в Италию, живёт и работает в Сиене и Сан-Джеминьяно. Здесь он знакомится с античным и ранним итальянском искусством, в результате чего впоследствии неоднократно обращается к темам древнегреческой мифологии, а также к фресковой и настенной живописи. В 1909 году в Мюнхене проходит первая выставка основанной в том числе Явленским и Верёвкиной художественной группы «Нового объединения художников Мюнхена», положившей начало такому течению в искусстве, как экспрессионизм. Единственным французским художником, представленным на этой экспозиции, был Пьер Жирьё с картиной «Иуда». Вскоре после этого он, совместно с Явленским и Кандинским, с четырьмя своими работами участвует в первом салоне, организованном в Одессе Владимиром Издебским. В мае 1910 года он вновь участвует в мюнхенской выставке общества N.K.V.M., организованной Явленским и Верёвкиной. На этот раз в ней из Франции участвуют такие мастера, как Пикассо, Жорж Брак, Кес ван Донген, Андре Дерен и др. В 1911 году Жирьё живёт в Мюнхене у своих русских друзей; в этом же году они проводят совместную с Францем Марком выставку его работ. Пребывание в Германии имело для Жирьё значительный финансовый успех — художник продаёт три своих картины за 20 тысяч франков. В 1911 году одна из картин запечатлена в вышедшем в Мюнхене альманахе нового художественного объединения «Синий всадник». В октябре 1911 года Явленский и Верёвкина посещают Жирьё в Париже. В том же году он принимает, как член мюнхенской группы, участие в берлинской выставке «Новый сецессион».
В годы Первой мировой войны 1914—1918 годы Жирьё служит солдатом во французской армии, а его контакты с мюнхенскими друзьями были прерваны. После окончания войны художник получает заказы от государства на оформление общественных зданий настенной живописью. Он также занимается иллюстрированием литературы. После прихода в Германии к власти национал-социалистов, в 1937 году полотна Жирьё были причислены к так называемому «дегенеративному искусству», были удалены из музеев и уничтожены. В 1945 году он становится профессором в Школе изящных искусств в Нанте. Последние годы жизни художник проводит на юге Франции, в Марселе и в Каннах.

## Галерея

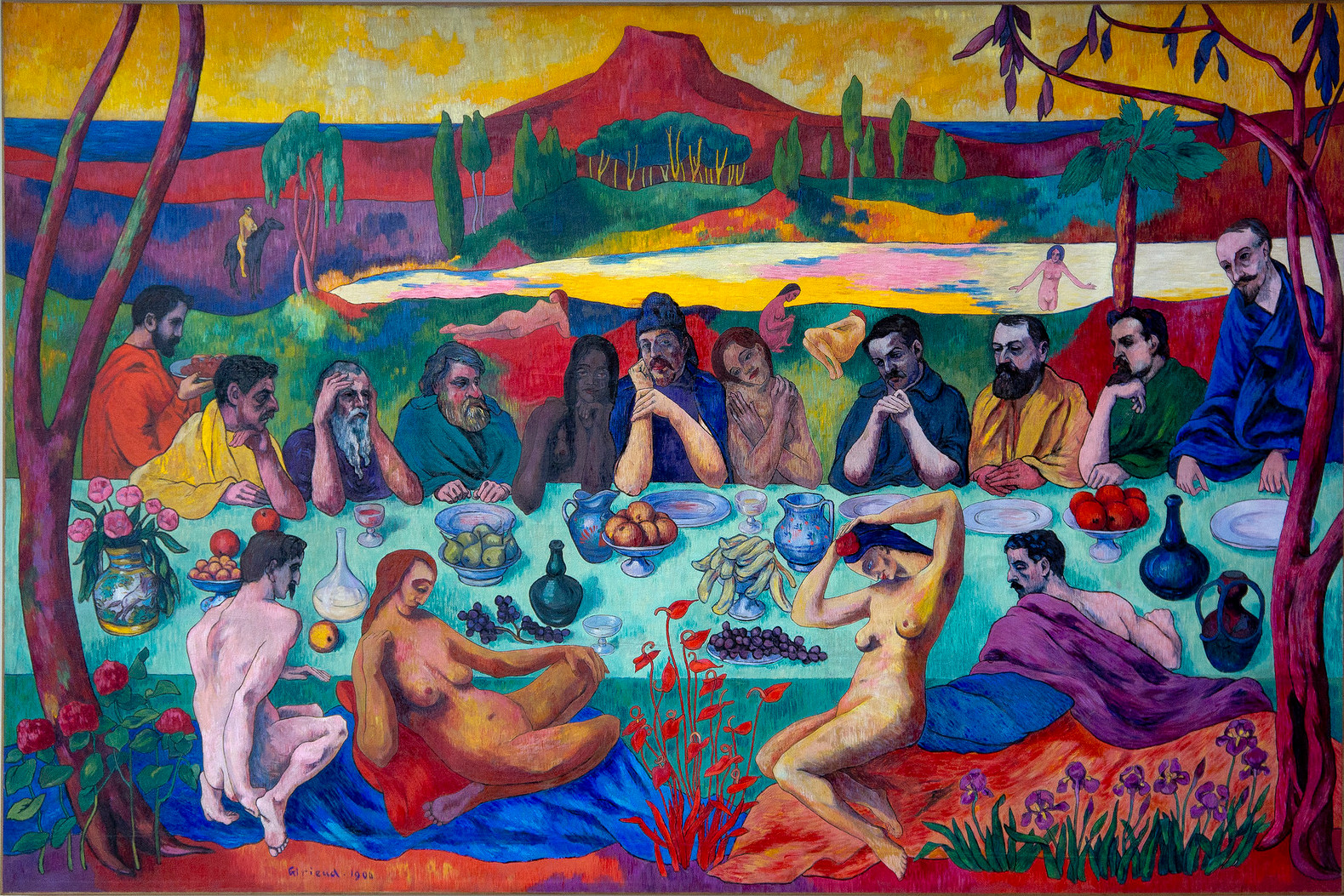
Апофеоз Гогена (1906)
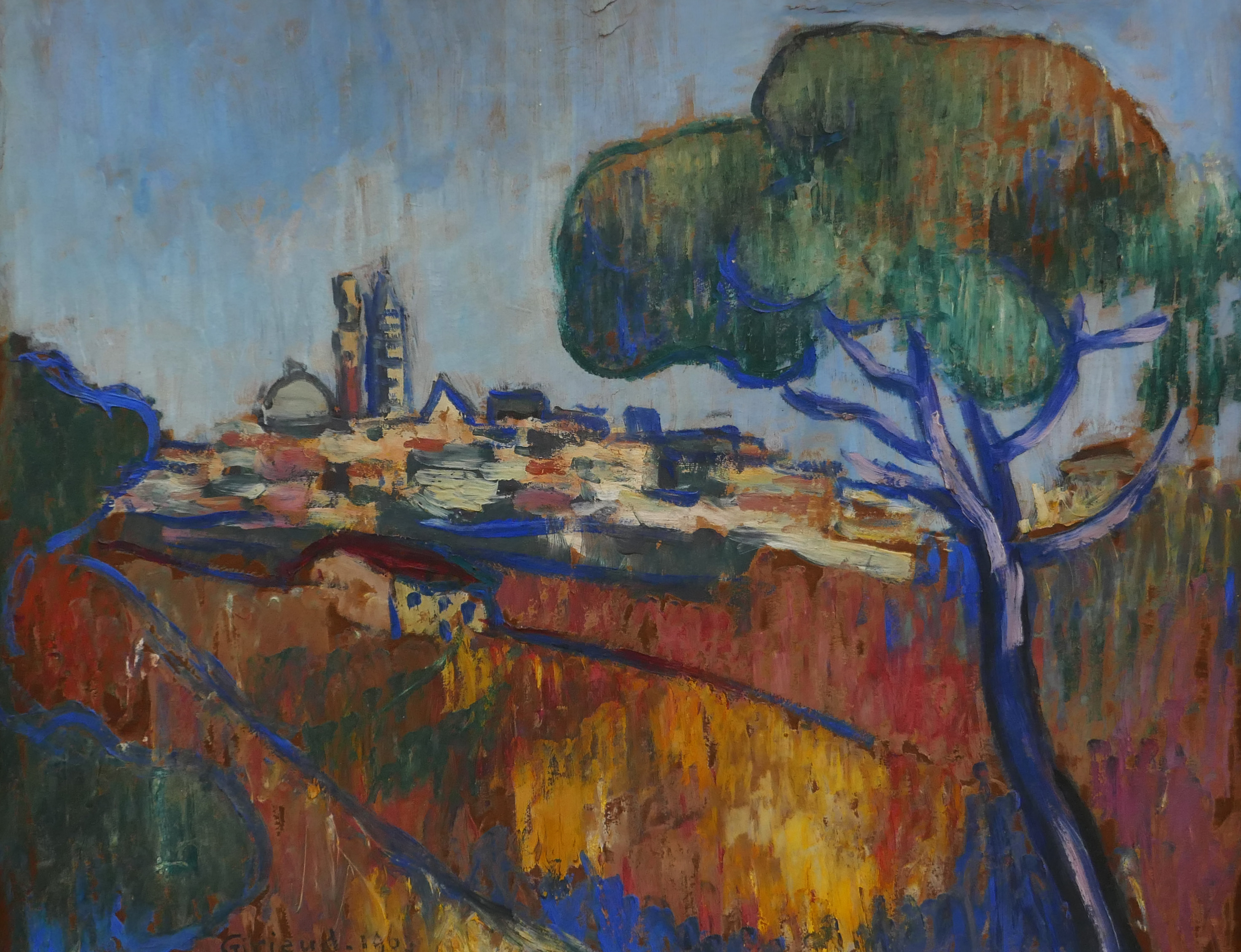
Итальянский пейзаж (1907)
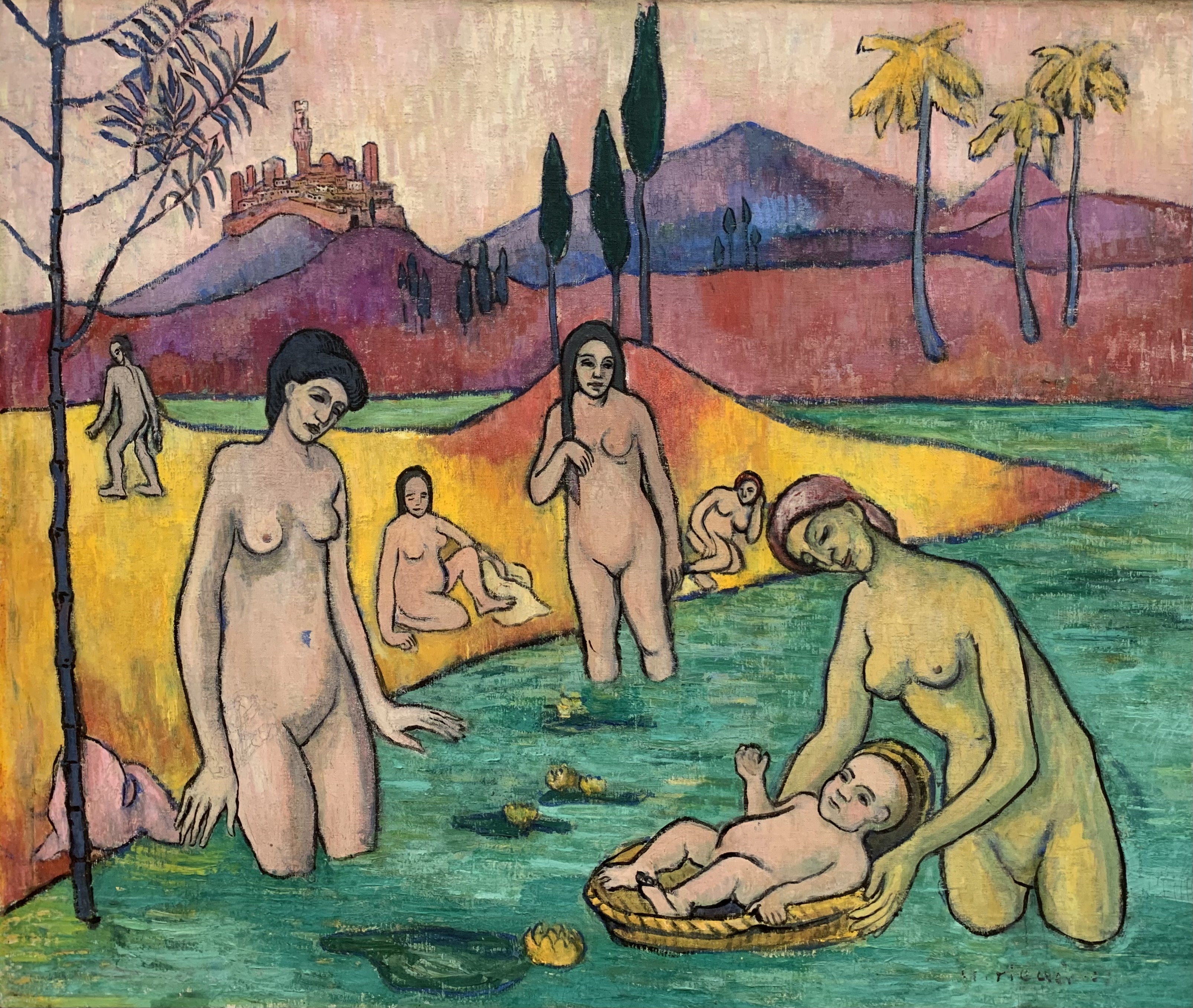
Моисей (1907)
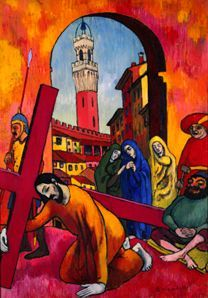
Крёстный путь
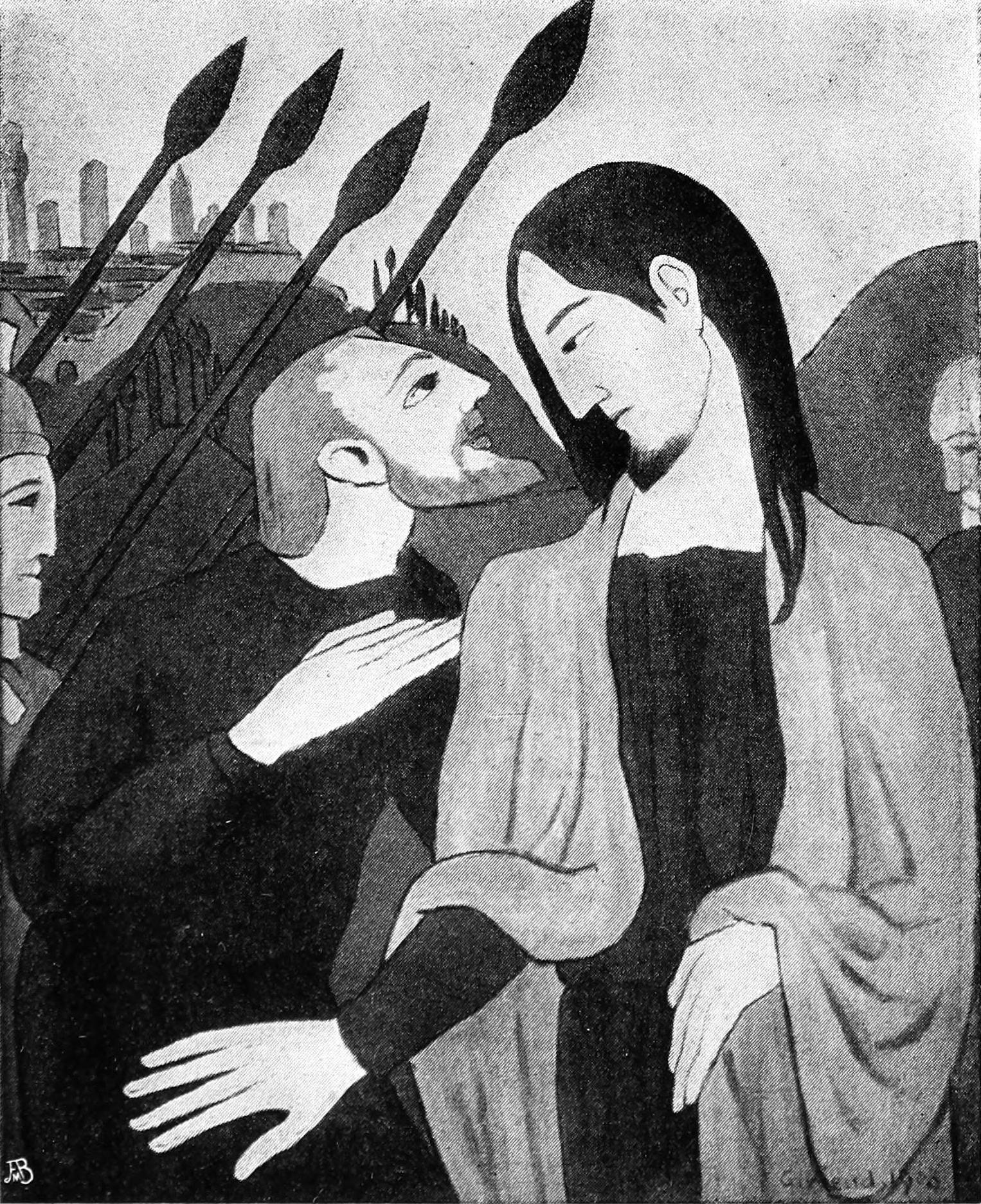
Иуда